# Velika Kostrevnica
Velika Kostrevnica – wieś w Słowenii, w gminie Šmartno pri Litiji. W 2018 roku liczyła 194 mieszkańców.